# Adrien Manglard
Adrien Manglard (Lione, 12 marzo 1695 – Roma, 31 luglio 1760) è stato un pittore francese.

## Biografia
A Lione fu allievo dell'olandese Adriaen van der Cabel.

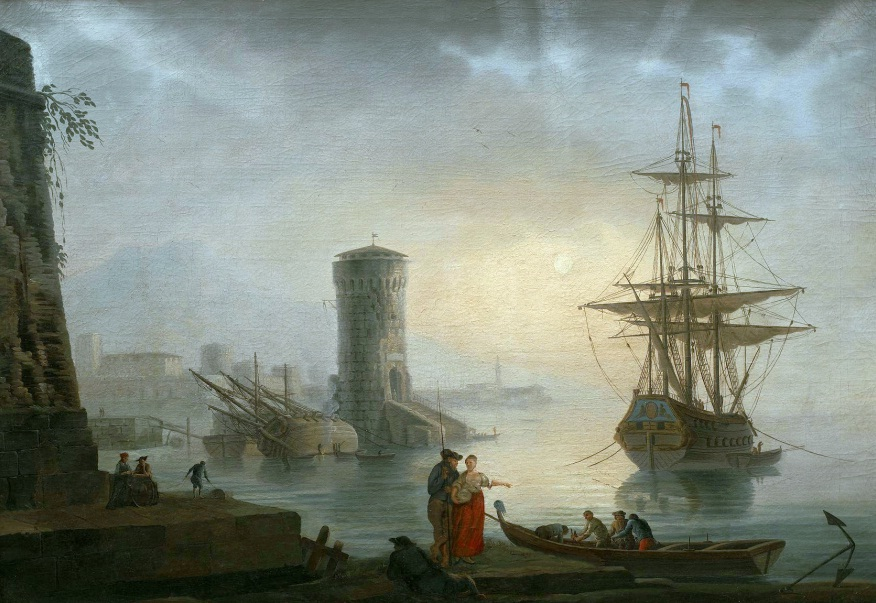
Porto mediterraneo, Museo del Palazzo di re Giovanni III a Wilanów, Varsavia

Quasi tutta la sua carriera pittorica si svolse in Italia, venendo accolto nell'Accademia di San Luca nel 1736. Di quel periodo è il dipinto del Naufragio, ora al museo di Guéret. Malgrado l'uso di tonalità scure e di una fattura più pesante di quella successiva di alcuni suoi allievi, nelle marine e in alcune sue incisioni del 1753-1754 Manglard mette in evidenza una inclinazione al pittorico ed anche un certo senso drammatico: esempi di questa pittura sono il Paesaggio, ora alla Ecole Nationale des Beaux-Arts del Louvre di Parigi, la Marina del museo di Chartres e il Naufragio del Museo di Belle Arti di Digione.
Tra i suoi allievi è da menzionare Claude Joseph Vernet.